# Kameradschaft der Künstler
Kameradschaft der Künstler war eine nationalsozialistische Organisation mit Sitz im Künstlerhaus am Lenbachplatz in München, die im Anschluss an die Säuberungen nach der Ausstellung Entartete Kunst (1937) von 1938 bis 1943 jährliche Verkaufsausstellungen linientreuer und nach nationalsozialistischer Definition nichtjüdischer Kunstschaffender im Maximilianeum unter dem Namen Münchener Kunstausstellung veranstaltete, in Erinnerung an die Ausstellungen im 1931 abgebrannten Münchener Glaspalast. An der Maximilianstraße 26 unterhielt die Organisation zudem eine ständige Kunstausstellung.
Der Verein stand unter der Leitung von Adolf Wagner, der sich die Große Deutsche Kunstausstellung zum Vorbild gemacht hatte, und übernahm im Zug der „Arisierung“ enteignete Unternehmungen wie die Malschule von Moritz Heymann oder das Kunsthaus Otto Bernheimer in München (beide 1941).